# Курістаська сільська рада
Ку́рістаська сільська рада (ест. Kurista külanõukogu, рос. Куристаский сельский совет) — сільська рада в Естонській РСР, адміністративно-територіальна одиниця в складі повіту Тартумаа (1945—1950) та Тартуського району (1950—1954).

## Населені пункти
Сільській раді підпорядковувалися села:  Куріста (Kurista), Іссаку (Issaku), Гаммасте (Hammaste) та поселення: Куріста (Kurista asundus), Іссаку (Issaku asundus).

## Історія
13 вересня 1945 року на території волості Винну в Тартуському повіті утворена Курістаська сільська рада з центром у селі Куріста. Головою сільської ради обраний Едуард Варік (Eduard Varik), секретарем — Гельмі Кальдма (Helmi Kaldma).
26 вересня 1950 року, після скасування в Естонській РСР повітового та волосного поділу, сільська рада ввійшла до складу новоутвореного Тартуського сільського району.
17 червня 1954 року в процесі укрупнення сільських рад Естонської РСР Курістаська сільська рада ліквідована. Її територія склала західну частину Виннуської сільської ради.